# Rajd Francji 2000
Rezultaty Rajdu Francji (44ème V-Rally Tour de Corse – Rallye de France), eliminacji Rajdowych Mistrzostw Świata w 2000 roku, który odbył się w dniach 29 września–1 października. Była to jedenasta runda czempionatu w tamtym roku i czwarta asfaltowa, a także jedenasta w Production World Rally Championship. Bazą rajdu było miasto Ajaccio. Zwycięzcami rajdu została francuska załoga Gilles Panizzi i Hervé Panizzi jadąca Peugeotem 206 WRC. Wyprzedzili oni rodaków François Delecoura i Daniela Grataloupa w Peugeocie 206 WRC oraz Hiszpanów Carlosa Sainza i Luísa Moyę w Fordzie Focusie WRC. Z kolei w Production WRC zwyciężyła austriacka załoga Manfred Stohl i Peter Müller w Mitsubishi Lancerze Evo VI.
Rajdu nie ukończyły cztery załogi fabryczne. Fin Tommi Mäkinen jadący Mitsubishi Lancerem Evo VI miał wypadek na 13. odcinku specjalnym. Z kolei jego partner z zespołu Mitsubishi, Belg Freddy Loix, uległ wypadkowi na 1. odcinku specjalnym. Brytyjczyk Colin McRae jadący Fordem Focusem WRC miał wypadek na 10. oesie. Z kolei Szwed Kenneth Eriksson w Hyundaiu Accencie WRC wycofał się z rajdu na 3. oesie z powodu awarii zawieszenia.

## Klasyfikacja ostateczna
| Miejsce                     | Zawodnik                  | Pilot                     | Samochód                  | Czas                      | Strata                    | Grupa                     | Punkty                    |
| WRC (pierwsza dziesiątka)   | WRC (pierwsza dziesiątka) | WRC (pierwsza dziesiątka) | WRC (pierwsza dziesiątka) | WRC (pierwsza dziesiątka) | WRC (pierwsza dziesiątka) | WRC (pierwsza dziesiątka) | WRC (pierwsza dziesiątka) |
| --------------------------- | ------------------------- | ------------------------- | ------------------------- | ------------------------- | ------------------------- | ------------------------- | ------------------------- |
| 1.                          | Gilles Panizzi            | Hervé Panizzi             | Peugeot 206 WRC           | 4:02:14.2                 |                           | A8 M                      | 10                        |
| 2.                          | François Delecour         | Daniel Grataloup          | Peugeot 206 WRC           | 4:02:47.7                 | +33.5                     | A8 M                      | 6                         |
| 3.                          | Carlos Sainz              | Luís Moya                 | Ford Focus WRC            | 4:03:26.8                 | +1:12.6                   | A8 M                      | 4                         |
| 4.                          | Richard Burns             | Robert Reid               | Subaru Impreza WRC        | 4:03:45.1                 | +1:30.9                   | A8 M                      | 3                         |
| 5.                          | Marcus Grönholm           | Timo Rautiainen           | Peugeot 206 WRC           | 4:04:11.3                 | +1:57.1                   | A8                        | 2                         |
| 6.                          | Piero Liatti              | Carlo Cassina             | Ford Focus WRC            | 4:05:08.0                 | +2:53.8                   | A8                        | 1                         |
| 7.                          | Simon Jean-Joseph         | Jack Boyère               | Subaru Impreza WRC        | 4:05:23.7                 | +3:09.5                   | A8 M                      |                           |
| 8.                          | Didier Auriol             | Denis Giraudet            | SEAT Córdoba WRC          | 4:05:44.9                 | +3:30.7                   | A8 M                      |                           |
| 9.                          | Sébastien Loeb            | Daniel Élena              | Toyota Corolla WRC        | 4:09:07.4                 | +6:53.2                   | A8                        |                           |
| 10.                         | Fabrice Morel             | David Marty               | Peugeot 206 WRC           | 4:09:34.6                 | +7:20.4                   | A8                        |                           |
| PWRC (punktujący zawodnicy) |                           |                           |                           |                           |                           |                           |                           |
| 1. (17.)                    | Manfred Stohl             | Peter Müller              | Mitsubishi Lancer Evo VI  | 4:22:28.0                 |                           | N4                        | 10                        |
| 2. (18.)                    | Gustavo Trelles           | Jorge del Buono           | Mitsubishi Lancer Evo VI  | 4:23:00.6                 | +32.6                     | N4                        | 6                         |
| 3. (20.)                    | Jean-Marie Santoni        | Jean-Marc Casamatta       | Mitsubishi Lancer Evo VI  | 4:25:33.3                 | +3:05.3                   | N4                        | 4                         |
| 4. (21.)                    | Krisztián Hideg           | Péter Tajnafői            | Mitsubishi Lancer Evo V   | 4:26:00.5                 | +3:32.5                   | N4                        | 3                         |
| 5. (22.)                    | Ramón Ferreyros           | Diego Vallejo             | Mitsubishi Lancer Evo VI  | 4:26:02.0                 | +3:34.0                   | N4                        | 2                         |
| 6. (23.)                    | Philippe Rognoni          | Etienne Patrone           | Mitsubishi Lancer Evo VI  | 4:26:16.2                 | +3:48.2                   | N4                        | 1                         |

1. ↑  Litera M przy oznaczeniu grupy do której należy samochód oznacza, iż tylko ci kierowcy zdobywali punkty dla swoich zespołów liczonych w klasyfikacji producentów na koniec sezonu.

## Zwycięzcy odcinków specjalnych
| Dzień      | Odcinek | G. rozp. | Nazwa                  | Długość  | Zwycięzca         | Czas    | Lider rajdu       |
| ---------- | ------- | -------- | ---------------------- | -------- | ----------------- | ------- | ----------------- |
| 1 (29 WRZ) | SS1     | 09:08    | Vero – Pont d'Azzana 1 | 18.22 km | Richard Burns     | 12:49.6 | Richard Burns     |
| 1 (29 WRZ) | SS2     | 09:56    | Lopigna – Sarrola 1    | 29.96 km | Gilles Panizzi    | 19:48.9 | François Delecour |
| 1 (29 WRZ) | SS3     | 12:04    | Bellevalle – Pietra 1  | 20.84 km | François Delecour | 12:16.5 | François Delecour |
| 1 (29 WRZ) | SS4     | 12:49    | Filitosa – Bicchisan 1 | 22.47 km | Gilles Panizzi    | 14:07.1 | François Delecour |
| 1 (29 WRZ) | SS5     | 15:02    | Cuttoli – Peri 1       | 17.34 km | Gilles Panizzi    | 11:30.1 | François Delecour |
| 1 (29 WRZ) | SS6     | 15:40    | Gare de Carbuccia 1    | 17.25 km | Gilles Panizzi    | 11:51.8 | Gilles Panizzi    |
| 2 (30 WRZ) | SS7     | 09:48    | Morosaglia – Campile   | 31.91 km | Gilles Panizzi    | 21:02.8 | Gilles Panizzi    |
| 2 (30 WRZ) | SS8     | 11:01    | Taverna – Pont de Ca   | 16.14 km | odcinek anulowany | –       | Gilles Panizzi    |
| 2 (30 WRZ) | SS9     | 12:53    | Noceta – Muracciole    | 16.60 km | Gilles Panizzi    | 10:10.6 | Gilles Panizzi    |
| 2 (30 WRZ) | SS10    | 13:51    | Feo – Col San Quilic   | 22.54 km | Gilles Panizzi    | 15:21.6 | Gilles Panizzi    |
| 2 (30 WRZ) | SS11    | 15:52    | Pont St Laurent        | 26.44 km | François Delecour | 17:30.9 | Gilles Panizzi    |
| 2 (30 WRZ) | SS12    | 16:52    | Feo – Altiani          | 16.40 km | François Delecour | 10:26.3 | François Delecour |
| 3 (1 PAŹ)  | SS13    | 07:38    | Vero – Pont d'Azzana 2 | 18.22 km | Gilles Panizzi    | 13:01.4 | Gilles Panizzi    |
| 3 (1 PAŹ)  | SS14    | 08:26    | Lopigna – Sarrola 2    | 29.96 km | François Delecour | 20:17.1 | Gilles Panizzi    |
| 3 (1 PAŹ)  | SS15    | 10:34    | Bellevalle – Pietra 2  | 20.84 km | Richard Burns     | 12:19.2 | François Delecour |
| 3 (1 PAŹ)  | SS16    | 11:19    | Filitosa – Bicchisan 2 | 22.47 km | Richard Burns     | 14:03.5 | François Delecour |
| 3 (1 PAŹ)  | SS17    | 13:32    | Cuttoli – Peri 2       | 17.25 km | Marcus Grönholm   | 11:31.1 | Gilles Panizzi    |
| 3 (1 PAŹ)  | SS18    | 14:10    | Gare de Carbuccia 2    | 20.04 km | Carlos Sainz      | 12:55.8 | Gilles Panizzi    |

## Klasyfikacja po 11 rundach
Tabele przedstawiają tylko pięć pierwszych miejsc.

### Kierowcy
| Lp. | Kierowca        | Pkt |
| --- | --------------- | --- |
| 1   | Marcus Grönholm | 46  |
| 2   | Richard Burns   | 44  |
| 3   | Colin McRae     | 42  |
| 4   | Carlos Sainz    | 41  |
| 5   | Tommi Mäkinen   | 28  |

### Producenci
| Lp. | Producent                    | Pkt |
| --- | ---------------------------- | --- |
| 1   | Ford Martini                 | 83  |
| 2   | Peugeot Esso                 | 74  |
| 3   | Subaru World Rally Team      | 69  |
| 4   | Marlboro Mitsubishi Ralliart | 35  |
| 5   | SEAT Sport                   | 8   |